# Agustin Egurrola
Agustin Marek Egurrola (ur. 8 września 1968 w Warszawie) – polski tancerz i choreograf pochodzenia kubańskiego. Międzynarodowy sędzia tańca towarzyskiego i tańca nowoczesnego. Wielokrotny mistrz Polski w tańcach latynoamerykańskich i w stylu South-American Show Dance. Dyplomowany nauczyciel tańca World Dance and Dance Sport Council. Założyciel kilku formacji tanecznych oraz sieci szkół tańca „Egurrola Dance Studio”. Prezes fundacji „Świat Tańca”. Juror wielu telewizyjnych programów rozrywkowych. Współpracował nad oprawą taneczną występów wielu artystów polskiej oraz zagranicznej sceny muzycznej, a także telewizyjnych widowisk i programów rozrywkowych.

## Życiorys
Jest synem kubańskiego lekarza weterynarii i polskiej tłumaczki języka hiszpańskiego. Gdy miał pięć lat, wyjechał z Kuby i zamieszkał na warszawskim Żoliborzu, gdzie się wychował. W dzieciństwie był ministrantem w parafii bł. ks. Jerzego Popiełuszki. Jest absolwentem Akademii Wychowania Fizycznego w Warszawie, Podyplomowych Studiów Menedżerskich na Wydziale Zarządzania Uniwersytetu Warszawskiego oraz studiów Executive MBA (Master of Business Administration) w GFKM.
Zaczął tańczyć w wieku 19 lat. Uczył się tańca u choreografów, takich jak m.in. Arkadiusz i Iwona Pavloviciowie, Graham Oswick, Michael Stilianos, Colin James, Hans Galke i Juka Hapolainen. Naukę tańca nowoczesnego pobierał w Londynie w studiach Dance Works oraz Pineapple Dance Studio. W 1993 założył formację taneczną „Volt”, która trzy lata później przeszła z poziomu amatorskiego na zawodowy, w jej miejsce powstała grupa „V2”. Stworzył choreografie m.in. do Krajowego Festiwalu Piosenki Polskiej w Opolu, festiwalu sopockiego, koncertu 50-lecia Telewizji Polskiej oraz 30-lecia TVP2. Był konsultantem choreograficznym na planie teledysku do piosenki zespołu Big Cyc „Każdy facet to świnia”. W 2002 współpracował przy realizacji musicalu Chicago w reżyserii Krzysztofa Jasińskiego w warszawskim Teatrze Komedia.
Był odpowiedzialny za oprawę taneczną programu TVN Taniec z gwiazdami (2005–2011) oraz programów Telewizji Polskiej: The Voice of Poland i Jaka to melodia?. Pracował też nad telewizyjnymi programami sylwestrowymi i wydarzeniami, takimi jak ceremonie wyborów Miss Polonia czy Miss Polski. W latach 2007–2012 oraz 2015–2016 był jednym z jurorów programu telewizyjnego You Can Dance – Po prostu tańcz, a w latach 2013–2019 również programu TVN Mam talent!. Za tę rolę w 2016 i 2017 otrzymał Telekamerę w kategorii Juror. W 2010 współpracował przy kampanii promocyjnej dla Polskiej Organizacji Turystycznej – „Move Your Imaginations”, a na potrzeby ceremonii otwarcia kampanii przygotował widowisko taneczne z udziałem tancerzy biorących udział w programie You Can Dance – Po prostu tańcz. Kolejnym etapem współpracy było opracowanie choreografii do spotu promującego polską prezydencję w Unii Europejskiej.

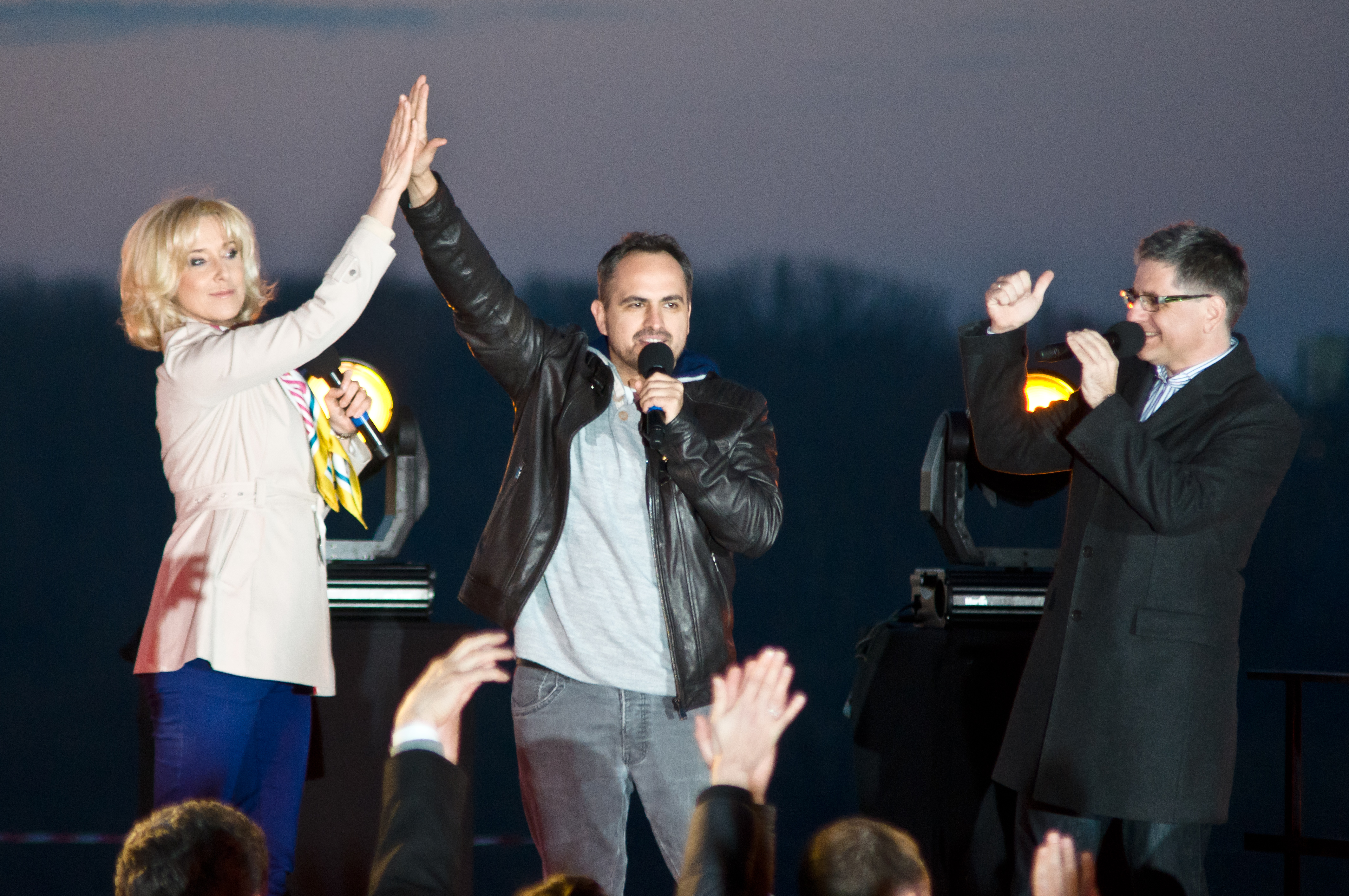
Agustin Egurrola i Agata Młynarska na otwarciu mostu Marii Skłodowskiej-Curie w Warszawie, 24 marca 2012

8 grudnia 2010 został uhonorowany nagrodą specjalną za „taneczną rewolucję w Polsce”. Kapituła Róż Gali oraz czytelnicy przyznali mu za „lata twórczego wkładu w rozwój polskiej estrady i zarażenie taneczną pasją milionów Polaków”. Podczas gali Viva Comet 2011 odebrał nagrodę za najlepszą choreografię do teledysku. Również w 2011 przygotował widowisko na pierwszą oficjalną prezentację maskotek promujących jedno z najważniejszych wydarzeń sportowych w Polsce – Euro 2012. Na początku 2013 premierę miał spektakl „Nie ma Solidarności bez miłości”, do którego stworzył choreografię. Latem 2014 stworzył choreografię do ceremonii otwarcia Mistrzostw Świata FIVB, która odbyła się na Stadionie Narodowym w Warszawie. W tym samym roku zadebiutował w roli choreografa widowiska operowego, przygotowując choreografię do opery Czarodziejski flet wystawianej w Operze i Filharmonii Podlaskiej w Białymstoku. Wiosną 2015 rozpoczął pracę nad oprawą taneczną ceremonii otwarcia finału Ligi Europy UEFA, w tym sam czasie stworzył także choreografie do serialu Bodo oraz do musicalu '#WszystkoGra w reżyserii Agnieszki Glińskiej. 18 czerwca 2016 otrzymał międzynarodowy tytuł Kawalera Orderu Uśmiechu.
W 2021 został jurorem trzeciej edycji programu TVP2 Dance Dance Dance i przewodniczącym jury programu You Can Dance – Nowa generacja.

## Życie prywatne
Ze związku z tancerką Niną Tyrką ma córkę Carmen (ur. 2008). 3 października 2020 poślubił Dianę, z którą ma syna Oscara (ur. 2021).